# Shindō Yoshitaka
Shindō Yoshitaka (新藤 義孝 Tân Đằng Nghĩa Hiếu,  sinh ngày 20 tháng 1 năm 1958) là một chính trị gia Nhật Bản của Đảng Dân chủ Tự do, thành viên Chúng Nghị viện trong Quốc hội. Từng kết thân với tổ chức vận động hành lang theo phái xét lại Nippon Kaigi, Shindō vốn nổi tiếng với lập trường cam kết về những vụ tranh chấp lãnh thổ với các nước láng giềng của Nhật Bản, và các chuyến thăm định kỳ của ông tới đền thờ Yasukuni gây tranh cãi.

## Thân thế
Quê ở Kawaguchi, Saitama, Shindō sinh ngày 20 tháng 1 năm 1958. Mẹ của ông, Shindō Takako là con gái của Kuribayashi Tadamichi, một vị tướng Lục quân Đế quốc Nhật Bản. Ông học văn học tại Đại học Meiji và tốt nghiệp năm 1981.

## Sự nghiệp
Shindō làm việc trong chính quyền thành phố Kawaguchi từ năm 1980 và đã phục vụ trong hội đồng Kawaguchi từ năm 1991. Ông gia nhập Đảng Dân chủ Tự do và một phần của phe cánh Nukaga. Ông được bầu vào Chúng Nghị viện lần đầu tiên năm 1996. Năm 2002, ông được bổ nhiệm làm thư ký quốc hội phụ trách các vấn đề đối ngoại.
Ông mất ghế năm 2003, nhưng được bầu lại vào năm 2005 từ Quận 2 tỉnh Saitama. Shindō được bổ nhiệm làm thứ trưởng thương mại năm 2006. Trong cuộc tổng tuyển cử vào ngày 16 tháng 12 năm 2012, một lần nữa ông được bầu từ Quận 2 tỉnh Saitama. Ông được bổ nhiệm làm Bộ trưởng Nội vụ và Truyền thông trong nội các của Abe Shinzō vào ngày 26 tháng 12 năm 2012.
Shindō còn là người đứng đầu một trường mẫu giáo ở quê nhà.